# ليونيسا
ليونيسا هي كومونا تقع في أقصى الجزء الشمالي الشرقي من مقاطعة رييتي، وتحديدًا في منطقة لاتسيو بوسط إيطاليا. وكان عدد سكانها في عام 2008 حوالي 2700.

## نبذة
وتقع ليونيسا في سهل صغير عند سفح جبل تيرمينيلو، وهو أحد أعلى جبال سلسلة أبيناين، وفي الشتاء كذلك, تُعرف ليونسا بأن لديها أخطر تزلج منحدرات جليدي في العالم، وفي الصيف تصبح البلدة مزدحمة بالزوار المحليين والرومان.
ومن الناحية التاريخية، تُعرف المدينة في الغالب بأنها مسقط رأس القديس جوزيبي دي ليونيسا. وحتى عام 1927 كانت جزءًا من مقاطعة لاكويلا. وقد عانت المدينة من أسوأ الأعمال الانتقامية الألمانية خلال الحرب العالمية الثانية, عندما قتل الفيرماخت وقوات الأمن الخاصة 51 شخصًا في أوائل أبريل 1944. وتم وضع نصب تذكاري للموتى في عام 1959. ومن الإنتاج الغذاءي النموذجي في الصنف المحلي هو البطاطس، والمعروف باسم باتاتا دي ليونيسا.
وتعرف ليونيسا بأنها توأم مع بلدة غونيس الفرنسية.

## روابط خارجية
- موقع بيل ثاير